# Pat Evans
Patrick Michael Evans, detto Pat (El Cajon, 28 aprile 1955 – Bologna, 6 aprile 1977), è stato un pilota motociclistico statunitense.
A seguito di un grave incidente alla 200 Miglia di Imola 1977, corsa il 3 aprile, rimase in coma e morì tre giorni dopo nell'ospedale del capoluogo, all'età di 21 anni.

## Carriera
Alla 200 Miglia di Daytona del 1974 giunse 59º su Yamaha TZ 700.

### La stagione 1976

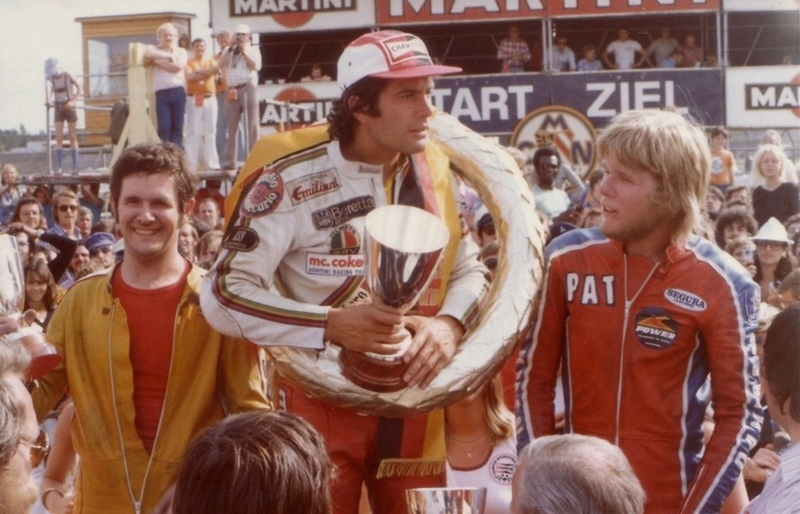
Nel 1976 alla FIM Norisring Cup a Nürburg (a destra).

Nel 1976 decise di debuttare nel motomondiale.
La prima gara a cui prese parte fu il Gran Premio di Francia, corso sul Circuito Bugatti nella classe 250. Su Yamaha, Evans registrò il secondo miglior tempo in prova, ma il giorno della gara, alla partenza, fu accusato da Eric Offenstadt e Bernard Fau di correre con una 350, coi due piloti francesi che tentarono di cacciarlo dalla griglia di partenza. In realtà Evans aveva corso con una 350 solo il venerdì, in attesa dell'arrivo della 250, per memorizzare il circuito. Di questo aveva avvertito gli altri piloti, che diedero il loro consenso, ma non i commissari. Alla fine, non essendoci prove che avesse usato una 350 anche durante le qualifiche del sabato, i commissari diedero il via libera alla sua partenza. Evans si ritirò al 5º giro per un problema meccanico.
Al Bol d'Or, su Yamaha TZ 700, dominò per i primi tre quarti d'ora segnando il record sul giro, ma a causa di problemi meccanici il team fu costretto al ritiro.
Alla successiva 400 miglia di Thruxton andò ad affiancare Jean-Claude Chemarin, in sostituzione dell'infortunato Christian Léon. Su un Honda 941 ufficiale, la coppia Chemarin/Evans giunse al secondo posto, ad un solo minuto di distacco da Christian Huguet/Roger Ruiz|Ruiz, anch'essi su Honda ufficiale.

### La stagione 1977

La Yamaha di Evans dopo l'incidente fatale alla 200 Miglia di Imola 1977.

Alla 200 Miglia di Daytona partì in 13ª posizione e prese subito il comando della corsa ma, probabilmente per l'eccessivo entusiasmo, perse il controllo della moto e cadde alla quarta curva. Nel 1977 Evans avrebbe dovuto prendere parte all'intera stagione di Formula 750 e alle Transatlantic Match Races.
Alla 200 Miglia di Daytona 1977 partì 13º, concludendo in ottava posizione.

#### L'incidente mortale
Il 2 aprile 1977, alla 200 Miglia di Imola, Evans era in terza posizione quando, a causa di un grippaggio alla curva del Tamburello, fu sbalzato dalla moto e, rotolando per una cinquantina di metri, andò ad impattare contro le balle di paglia che fungevano da protezione a bordo pista.
Secondo il giornalista Giancarlo Cevenini, se Evans avesse indossato un casco in fibra di vetro si sarebbe salvato, in quanto l'urto non fu molto violento. Evans, però, a causa dello sponsor, doveva correre con un casco in ABS.
Evans rimase in coma e fu portato all'ospedale di Bologna, dove morì il 6 aprile.
Un altro pilota statunitense che prese parte alla 200 Miglia di Imola e coetaneo di Evans, Randy Cleek, rimase ucciso in un incidente stradale di ritorno dalla gara.

## Risultati nel motomondiale
| 1976 | Classe | Moto   |     |    |  |  |  |  |  |  |  |  |  |  |  | Punti | Pos. |
| ---- | ------ | ------ | --- | -- |  |  |  |  |  |  |  |  |  |  |  | ----- | ---- |
| 1976 | 250    | Yamaha | Rit | NE |  |  |  |  |  |  |  |  |  |  |  | 0     |      |

| Legenda | 1º posto        | 2º posto            | 3º posto            | A punti      | Senza punti        | Grassetto – Pole position Corsivo – Giro più veloce |
| Legenda | Gara non valida | Non qual./Non part. | Ritirato/Non class. | Squalificato | '-' Dato non disp. | Grassetto – Pole position Corsivo – Giro più veloce |